# Sant Feliu de Llobregat (kommun)
Sant Feliu de Llobregat är en kommun i Spanien.   Den ligger i provinsen Província de Barcelona och regionen Katalonien, i den östra delen av landet, 500 km öster om huvudstaden Madrid. Antalet invånare är 43 671. Arean är 12,0 kvadratkilometer. Sant Feliu de Llobregat gränsar till Barcelona, Sant Cugat del Vallès, Sant Just Desvern, Sant Joan Despí, Santa Coloma de Cervelló, Sant Vicenç dels Horts och Molins de Rei. 
Terrängen i Sant Feliu de Llobregat är platt åt sydväst, men åt nordost är den kuperad.